# Chi Cú mặt trắng
Ptilopsis là một chi chim trong họ Strigidae.

## Các loài
- Ptilopsis leucotis - Cú mặt trắng phía Bắc
- Ptilopsis granti - Cú mặt trắng phía Nam